# Буслово (Ленинградская область)
Буслово (до 1948 — Хоуни, фин. Houni) — упразднённый посёлок на территории Селезнёвского сельского поселения Выборгского района Ленинградской области.

## Название
По постановлению общего собрания колхозников-переселенцев колхоза «Родина» зимой 1948 года деревне Хоуни было присвоено новое наименование — Родина. Летом 1948 года комиссия по переименованию поменяла название населенного пункта на Буслово, с обоснованием: «в память о погибшем воине».
Переименование было закреплено указом Президиума ВС РСФСР от 13 января 1949 года.

## История
- Деревня Хоуни на финской карте 1923 года

До 1939 года деревня Хоуни входила в состав волости Вахвиала Выборгской губернии Финляндской республики.
Согласно административным данным 1966 года посёлок Буслово входил в состав Кравцовского сельсовета.
Согласно данным 1973 года посёлок Буслово входил в состав Селезнёвского сельсовета.
Согласно данным 1990 года посёлок Буслово в составе Выборгского района не значился.
В настоящее время является частью посёлка при железнодорожной станции Лужайка.

## География
Посёлок находился в западной части района у железнодорожной линии Октябрьской железной дороги направления Санкт-Петербург — Хельсинки.
К северу от бывшего места расположения посёлка находится пограничная станция Бусловская. Расстояние до железнодорожной станции Лужайка — 5 км.
Посёлок находился на восточном берегу озера Бусловское.